# Aïn Fekan
Aïn Fekan est une commune de la wilaya de Mascara en Algérie.

## Toponymie
Probablement du tamazight Anu puit et  ⴼⴽ  [fk] , fkn attribué , donné.

## Histoire
Localisée à Aïn Fekan, ou Fekkan, au sud-ouest de Mascara,, Ifgan est une ville des Banou Ifren au Xe siècle. Fondée par Yala Ibn Mohamed en 938, elle est dévastée en 958 par le général fatimide Jawhar al-Siqilli,.